# Jan Balabán
Jan Balabán (Šumperk, 29 de enero de 1961-Ostrava, 23 de abril de 2010) fue un escritor, periodista y traductor checo.

## Biografía
La vida y obra de Jan Balabán estuvieron ligadas a la ciudad silesia de Ostrava, donde residió desde su infancia.
Licenciado en checo e inglés por la Facultad de Filosofía de la Universidad Palacký de Olomouc, al finalizar sus estudios trabajó como traductor técnico en la siderurgia de Vítkovice.
Posteriormente ejerció como traductor independiente, habiendo traducido al checo títulos de H.P. Lovecraft y Terry Eagleton.

## Obra
Dentro de la obra de Jan Balabán destacan las narraciones breves de corte lírico con tintes autobiográficos, evocando el ambiente del área de Ostrava.
Tienen como temática la vida de una generación que entra en la crisis de la mediana edad, con la subsiguiente pérdida definitiva de la ilusión. Los personajes reflexionan sobre sus vidas y son conscientes de todo aquello que no han conseguido alcanzar. En contrapartida, los protagonistas intentan suplir dichas pérdidas viviendo al máximo las últimas etapas de sus vidas.
El lenguaje de Balabán gravita hacia la expresión minimalista, permitiendo la interpretación del texto a través de indicios simbólicos —como por ejemplo los títulos de sus historias—, anécdotas alegóricas y situaciones explicadas de forma incompleta.
La fuerza de sus relatos se ve incrementada mediante la utilización de estructuras eclesiásticas —letanías, anatemas, oraciones o confesiones—, así como por los cambios repentinos tanto en el ritmo como en el carácter de la narración —alternancia entre lirismo y expresionismo.
Su debut literario tuvo lugar con un conjunto de diecisiete relatos (Středověk, 1995) ambientados en un mundo irreal, con elementos tomados de la ciencia ficción y de la literatura fantástica.
En cambio, su novela Černý beran (2000) versa sobre la familia, en concreto sobre la ruptura matrimonial, tema prominente en la mayor parte de sus textos. El argumento está presentado en forma de mosaico con capítulos cortos que fluctúan entre el pasado y el presente.
Jan Balabán recibió en 2011, a título póstumo, el prestigioso premio literario Magnesia Litera por su libro Zeptej se táty (2010), traducido al sueco, polaco y esloveno.

## Obras

### Novela y relatos
- Středověk (1995), cuentos
- Boží lano (1998), cuentos
- Prázdniny (1998), cuentos
- Černý beran (2000), novela corta
- Možná že odcházíme (2004), cuentos
- Jsme tady (2006)
- Zeptej se táty (2010), novela

### Otros
- Srdce draka (2001), cómic
- Bezruč?! (2009), teatro